# Jorma Kortelainen
Jorma Kortelainen   (Joensuu, 17 de desembre de 1932 - Jyväskylä, 27 de desembre de 2012) fou un esquiador de fons i remer finlandès que va competir durant les dècades de 1950 i 1960.
El 1956 va prendre part en els Jocs Olímpics d'Hivern de Cortina d'Ampezzo, on guanyà la medalla de plata en la prova del 4x10 quilòmetres del programa d'esquí de fons. Va formar equip amb August Kiuru, Arvo Viitanen i Veikko Hakulinen. Quatre anys més tard va prendre part en els Jocs Olímpics d'Estiu de Roma, on fou eliminat en sèries de la prova de scull individual del programa de rem. En el seu palmarès també destaquen cinc campionats nacionals d'esquí de fons i dotze campionats nacionals de rem.
En retirar-se passà a exercir d'entrenador de rem.